# Volkan Yılmaz
Volkan Yılmaz (* 1. September 1987 in Istanbul) ist ein türkischer Fußballspieler.

## Karriere

### Verein
Yılmaz kam im Istanbuler Stadtteil Bakırköy auf die Welt und zog später mit seiner Familie in die nordtürkische Hafenstadt Samsun. Hier begann er mit dem Vereinsfußball in der Jugend von Ceditılıcaspor und ging anschließend in die Jugend von Samsunspor. 2004 erhielt er einen Profivertrag, spielte aber außer zwei Pflichtspieleinsätzen weiterhin in der Reservemannschaft. Die Rückrunde der Spielzeit 2005/06 verbrachte er als Leihspieler bei Akçaabat Sebatspor, saß hier aber nur auf der Ersatzbank.
2006 wechselte er samt Ablöse zum Zweitligisten İstanbulspor und spielte die nachfolgenden drei Jahre für diesen Verein. Anschließend spielte er für diverse Mannschaften der unteren türkischen Profiligen.
Zum Sommer 2011 wurde sein Wechsel zum Zweitligisten Gaziantep Büyükşehir Belediyespor bekanntgegeben. Im Januar 2013 wechselte Yılmaz in die Süper Lig zu Sanica Boru Elazığspor. Bereits zur Winterpause 2013/14 verließ er diesen Klub zum Drittligisten MKE Ankaragücü. Danach war er fast zehn Jahre lang für zahlreiche Klubs dieser Liga aktiv.

### Nationalmannschaft
Yılmaz spielte in den türkischen U-19-Jugendnationalmannschaften.